# Televisieprediking

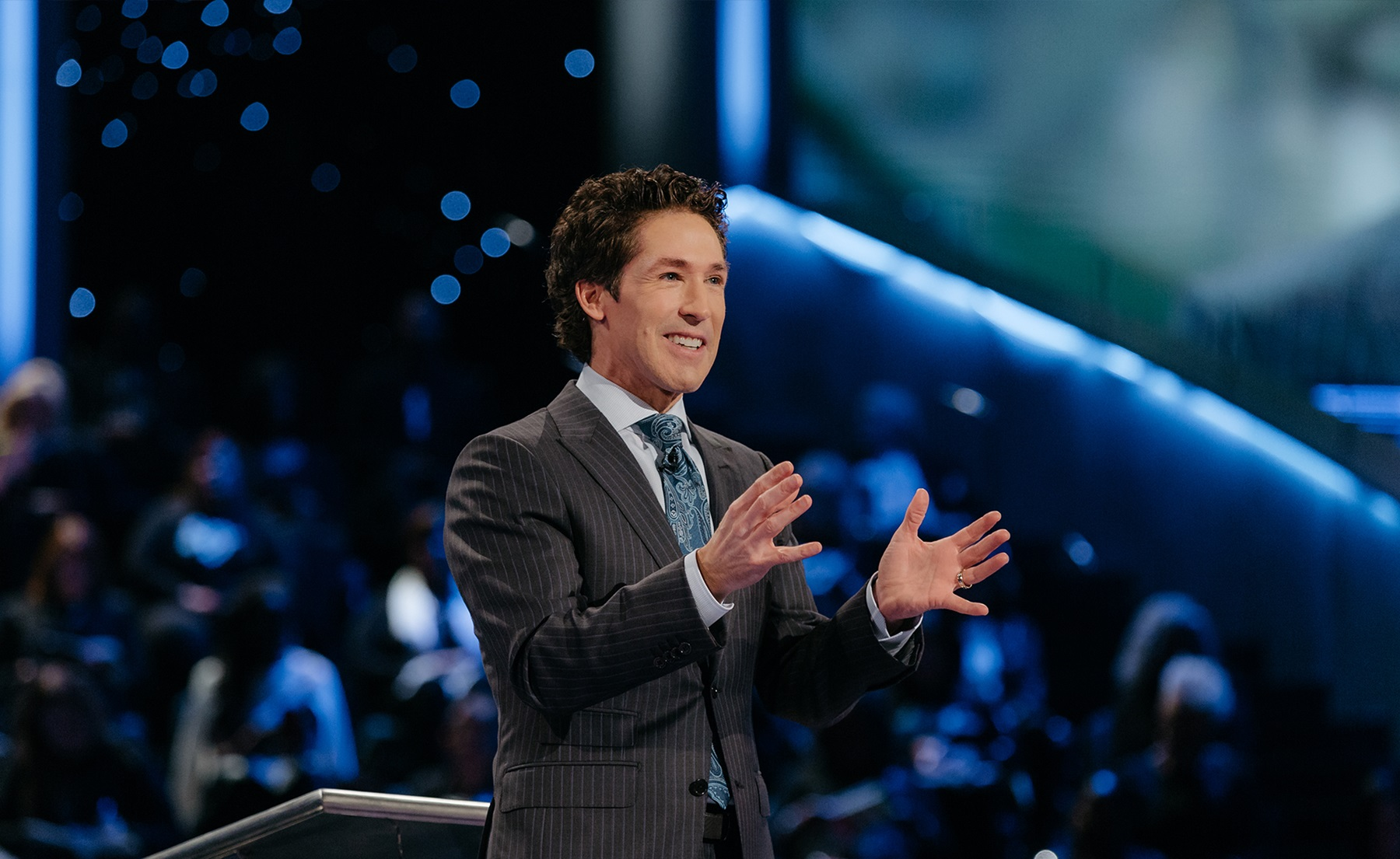
Joel Osteen aan het prediken.

Televisieprediking is een methode om religie te verspreiden middels prediking op de televisie. Het is een verschijnsel dat in de jaren dertig in de Verenigde Staten is ontstaan en voortkomt uit het radioprediken. Deze methode wordt met name gebruikt voor het verspreiden van het christendom. Een televisieprediker wordt ook wel televangelist genoemd.
Televisieprediking werd rond 1950 pas echt populair toen de bekende evangelisten Percy Crawford, Fulton J. Sheen en Jack Wyrtzen overstapten van de radio naar de televisie. Sindsdien is er in de VS een wildgroei aan zenders ontstaan die nationaal of lokaal hun boodschap verkondigen.
Bekende televisiepredikingzenders zijn God TV dat vanuit Jeruzalem uitzendt en het Amerikaanse Trinity Broadcasting Network.